# Tsentsak
Tsentsak são projéteis patogênicos invisíveis, ou dardos mágicos, utilizados em práticas xamânicas indígenas e mestiças, com o objetivo de feitiçaria ou cura, em grande parte da Bacia Amazônica. Os antropólogos, baseado em relatos êmicos, classificam o tsentsak como objetos referenciados por representarem crenças indígenas. Tsentak não são reconhecidos na medicina científica . 

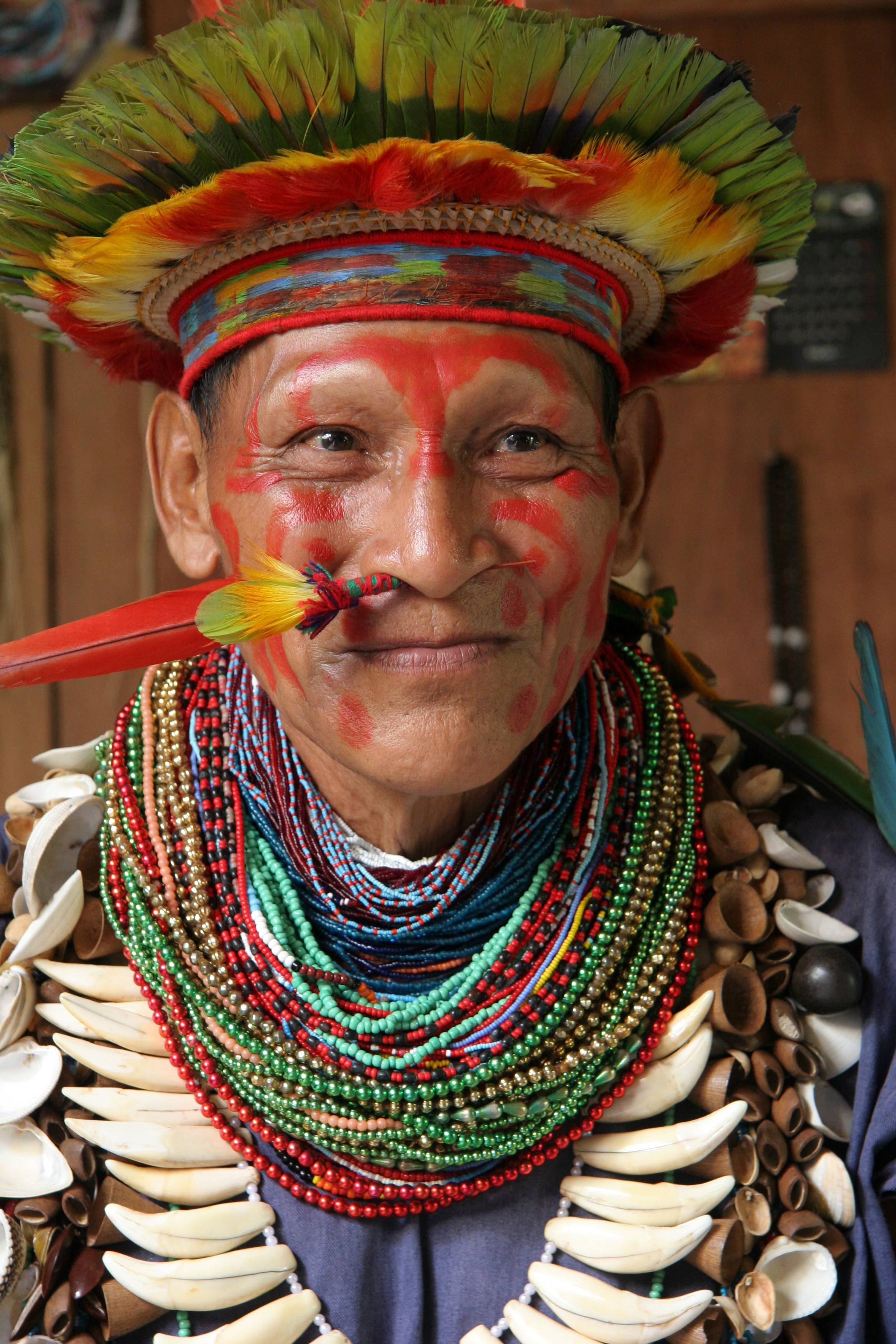
Xamã da floresta equatorial da Amazônia, junho de 2006.

## Etimologia
O termo tsentsak é derivado da língua shuar, que pertence à família de línguas jivaroanas . Os Shuar são membros dos povos jivaroanos que residem na floresta amazônica do Peru e do Equador. Este termo também é usado de forma intercambiável com o termo virote (principalmente por xamãs mestiços). Além disso, é um termo em espanhol para parafuso de besta  aplicado aos dardos de sopro, feitos pelos jivaroanos a partir dos espinhos das palmeiras Bactris e Astrocaryum.

## Uso
Tsentsak são armazenados pelo xamã em sua yachay, ou fleuma, localizada no peito e no estômago. O tsentsak incorpora-se nesse catarro e o tsentsak ou o yachay podem ser projetados do xamã em uma vítima para causar doenças e morte. Essa fleuma é a materialização do poder do xamã; que é usado para remover o tsentsak dos corpos das vítimas, bem como para proteger o xamã de, eventualmente, ser prejudicado pelo tsentsak de outros.
Tsentsak são visíveis apenas sob a influência da chamada natemä, que é a palavra em jívaro para ayahuasca. Quando o xamã absorve natemä, o mundo dos espíritos se torna visível. É nesse momento que feiticeiros e xamãs encantadores podem enviar tsentsak para suas vítimas, enquanto, por outro lado, curandeiros e xamãs que curam podem remover tsentsak de seus pacientes.
Acredita- se que os tsentsak possuam ação e vontade próprias, como os espíritos vivos que desejam constantemente matar e consumir carne humana. Um xamã deve aprender a controlar seus dardos, para que não escapem ou causem danos não intencionais. Para facilitar o controle do tsentsak, eles devem ser nutridos pelo consumo de mapacho (Nicotiana rustica), que pode ser fumado ou bebido como infusão.
Um xamã que não possui as qualidades necessárias para engolir seu tsentsak quando subirem para o fundo da garganta se tornará um feiticeiro ou xamã encantador, enquanto um xamã que pode aprender a controlar esses impulsos se tornará um curandeiro ou xamã curador.
Um aprendiz de xamã que recebe seu primeiro tsentsak de um xamã predominantemente fascinante provavelmente se tornará um feiticeiro, enquanto o aprendiz que recebe seu primeiro tsentsak de um xamã curador provavelmente se tornará um curandeiro.

### Feitiçaria
Em grande parte da Amazônia, acredita-se que os tsentsak sejam a principal causa de doença e morte não violenta. Esses dardos mágicos são utilizados pelos brujos (xamãs especializados em feitiçaria de ataque) para trazer sofrimento e morte às vítimas. Os dardos podem ser expelidos pelo feiticeiro e projetados na boca no corpo da vítima. Se o dardo passar completamente pela vítima, eles morrerão em três a sete dias. No entanto, se o dardo apenas se alojar no corpo da vítima, ele poderá ser removido por um xamã curador.
O xamã pode coletar plantas, insetos e outros objetos pequenos o suficiente para serem engolidos, que podem ser convertidos em tsentsak . Cada variedade de tsentsak possui seus próprios atributos específicos e o grau de capacidade de causar doenças . A quantidade e variedade de tsentsak coletadas por um xamã é diretamente proporcional ao seu poder e capacidade de matar e curar.

### Cura
Enquanto os xamãs feiticeiros podem usar o tsentsak para fins malignos, os xamãs que curam usam esses dardos mágicos para criar uma barreira de proteção ao redor do corpo. Os xamãs curadores também possuem a capacidade de sugar tsentsak do corpo de uma vítima, que podem ser enviada de volta ao feiticeiro de quem se originou. O xamã curador absorve ayahuasca com o intuito de tornar os dardos visíveis no corpo da vítima e então removê-los.
Para remover o tsentsak malévolo, o xamã curador deve sugá-lo para fora do corpo da vítima. Em preparação para este ato, o xamã deve primeiro regurgitar dois de seus próprios tsentsak no fundo da garganta. O primeiro é usado para impedir que o xamã ingira acidentalmente o tsentsak malévolo, o que provavelmente levaria à sua morte. O segundo é usado para absorver ou dissolver o tsentsak malévolo que o xamã cospe ou envia de volta ao feiticeiro.

## Mercantilização
Um xamã praticante normalmente recebe seu primeiro tsentsak do xamã que o instruiu. O xamã praticante regurgitará alguns de seus yachay contendo o tsentsak, que o aprendiz deve engolir. O aprendiz pode então manter os dardos no estômago indefinidamente. Muitos xamãs viajam grandes distâncias para trocar tsentsak com outros poderosos xamãs de regiões distintas. Eles também podem comprar e vender tsentsak para aumentar seu poder.
Para transferir o tsentsak para outro indivíduo, o comprador e o vendedor devem consumir ayahuasca a fim de tornar o tsentsak visível. O vendedor deve então beber uma infusão de Nicotiana rustica para induzir a atividade emética, assim expelindo o tsentsak, que é então exibido ao comprador. O comprador então engole o tsentsak, adicionando-o à sua coleção. Tsentsak também pode ser vendido em formas materializadas, como por meio de espinhos de árvores, insetos, pedras pequenas e até pedaços de lâminas de barbear.

## Restrições alimentares e sexuais
No contexto do xamanismo jivaroano, um aprendiz de xamã deve se abster de relações sexuais e seguir uma dieta especial por um período de pelo menos três meses após receber seu primeiro tsentsak . Se essas restrições forem quebradas, os dardos deixarão o corpo do xamã e o processo deverá ser iniciado mais uma vez. Para ganhar o poder de matar e curar, um xamã deve seguir essas restrições por um período de cinco meses.
Os xamãs mestiços seguem uma dieta restritiva a fim de se preparar para o consumo de ayahuasca antes dos rituais xamânicos. Essas restrições visam aumentar o autocontrole e o domínio emocional durante a preparação. Um xamã que quebra as restrições não pode controlar os impulsos de seu tsentsak e se tornará um feiticeiro.